# Guido von Oertzen
Guido Hermann Wolf Bernhard Henning von Oertzen (* 17. August 1881 in Repnitz; † 4. Juli 1966 in Düsseldorf) war ein deutscher Unternehmer und Wirtschaftsfunktionär.

## Leben und Tätigkeit
Guido von Oertzen war das siebte von neun Kindern des preußischen Landrates Victor Sigismund (Wilhelm Otto Karl August) von Oertzen (1844–1915) und dessen Frau Klothilde, geb. von Madai (1853–1926).
Nach dem Besuch des Gymnasiums durchlief er eine kaufmännische Lehre bei der Darmstädter Bank und der Deutschen Versicherungsgesellschaft Atlas. In den Jahren vor 1912 arbeitete er bei rheinischen Chemiekonzernen. Am 19. Dezember 1912 heirateten Guido von Oertzen und Elsa (Anna Friederike Wilhelmine) Rudolf, die Tochter des Rostocker Kommerzienrates und Brauereibesitzers Georg Mahn.
Oertzen erhielt am 1. April 1914 Prokura in der Brauerei Mahn & Ohlerich AG in Rostock. 1919 trat er in den Vorstand der Aktiengesellschaft ein, ab 1937 stand er an der Spitze der inzwischen größten Brauerei des Landes und leitete sie bis 1945. Als Wirtschaftsfunktionär amtierte er von 1929 bis 1933 als Präsident der Handelskammer in Rostock. Zudem war er Mitglied des Deutschen Herrenklubs in Berlin. Am 6. November 1937 beantragte Oertzen die Aufnahme in die NSDAP und wurde rückwirkend zum 1. Mai desselben Jahres aufgenommen (Mitgliedsnummer 5.231.807).
Ab dem 19. Juli 1945 musste Oertzen sämtliche Tätigkeiten bei Mahn & Ohlerich einstellen. Nach Ansicht des Rostocker Ausschuß zur Bereinigung der Wirtschaftsbetriebe zog Oertzen aus seiner Mitgliedschaft in der NSDAP Nutzen für sich und die Entwicklung des Unternehmens und setzte sich propagandistisch für das NS-Regime ein. Das Urteil bestätigte die Entnazifizierungskommission am 22. Oktober 1947. Auf Grundlage des Befehls Nr. 124 der SMAD verfügte das Ministerium für innere Verwaltung und Planung am 11. März 1948 neben einer Sequestrierung des gesamten Betriebsvermögens der Brauerei Mahn & Ohlerich auch die Zwangsverwaltung des Privatvermögens des Guido von Oertzen. 
Im selben Jahr verzog von Oertzen mit seiner Familie nach Westdeutschland.